# فرودگاه تانر–هیلر
فرودگاه تانر-هیلر (به انگلیسی: Tanner-Hiller Airport) یک فرودگاه همگانی با کد یاتا 8B5 است که یک باند فرود آسفالت دارد و طول باند آن ۹۲۳ متر است. این فرودگاه در کشور ایالات متحده آمریکا قرار دارد و در ارتفاع ۱۷۸ متری از سطح دریا واقع شده است.